# صادق غانجي
صادق غانجي (1342 - 28 ديسمبر 1369) كان المستشار الثقافي لجمهورية إيران الإسلامية في باكستان ، واغتيل في 28 ديسمبر 1369.

## السيرة الذاتية
ولد صادق كنجي في فاسا وأكمل تعليمه الإعدادي في مدرسة إرشاد في برازجان والمدرسة الثانوية في مدرسة الشهيد بهشتي الثانوية في برازجان. وخلال الحرب مع العراق شارك في جبهات مختلفة لمدة عشرين شهرا. وكان لبعض الوقت مسؤولاً عن التفتيش على قسم الأيديولوجية السياسية في البحرية التابعة للحرس الثوري الإيراني، وعمل في وزارة الإرشاد لبضعة أشهر. تزوج عام 1363م وأنجب طفلين هما صبحان ونادر كنجي. وفي عام 1365، أصبح الممثل الثقافي للجمهورية الإسلامية الإيرانية في لاهور ، باكستان.
ويقضي الأيام الأخيرة من مهمته كمستشار ثقافي في باكستان، وعشية حفل الوداع الذي نظمه الشعراء والكتاب الباكستانيون في لاهور بباكستان في 28 ديسمبر 1369، اغتيل على يد الفرع العسكري لباكستان. سيباه الصحابة أمام الفندق الذي أقيم فيه حفل التوديع . . غانجي مسؤول القنصلية الإيرانية ودار الثقافة في لاهور
كان مسؤولاً عن باكستان من عام 1365 إلى 1369، وكان وقت عمله في باكستان يتمتع بنفوذ كبير بين الجماعات الشيعية والسنية . وعلى إثر هذا العمل الإرهابي، تم القبض على ثمانية متهمين، بينهم شخص يدعى حقواز، وتمت تبرئة خمسة منهم في المراحل الأولى من المحاكمة. تم شنق حقواز باعتباره قاتل صادق غانجي في 10 مارس 1379. 

## مقتطف من مقابلة شهيد غانجي مع إحدى الصحف الباكستانية
اعتبر الشهيد غانجي أن معاييره الأساسية هي الإسلام والإنسانية والإخلاص والصداقة. نشرت صحيفة شرق باكستان بتاريخ 1369/10/7م، أي بعد أقل من عشرة أيام من استشهاد السفير الثقافي لجمهورية باكستان الإسلامية المظلوم، مقتطفات من مقابلة مراسلها مع ذلك الشهيد الحبيب. ورغم أن هذا النص قصير، إلا أنه يمثل بشكل جيد آخر آراء الشهيد غانجي في الأيام الأخيرة من جهاده المقدس في هذا البلد؛ وخاصة عندما يتحدث عن الثورة والقيادة.

###### سيد غانجي، ما هي الأهداف التي كنت تسعى لتحقيقها في باكستان؟
لقد كانت رغبتي هي تعزيز العلاقات الودية بين إيران وباكستان ولعب دور مهم في هذا الصدد. هدفي الثاني هو التعريف بالثورة الإيرانية وإزالة سوء الفهم بأن الثورة الإسلامية ملك للشيعة فقط، وهدفي الثالث هو بذل قصارى جهدي لنشر الثقافة الإسلامية.

###### السيد غانجي، بعد وفاة الإمام الخميني (رضي الله عنه)، سمعنا أن إيران تحولت إلى الروتين القديم وأن الآثار الدينية للثورة تضاءلت تدريجياً؛ ما مدى صحة هذا المقال؟
أريد أن أقول لك شيئاً واحداً بشكل عام، المشكلة هي أنه بعد الثورة الإسلامية، لم يكن نظامنا قائماً على وجود شخص معين. وينبغي الإشارة إلى إنشاء هذا النظام باعتباره أعظم عمل للإمام الخميني (رض). وكان - الإمام الخميني - يقول إنه حتى لو ماتت أهم الشخصيات أو انفصلت عن نظامنا، فإن هذا النظام سيظل قائما. لقد كان الإمام الخميني مؤسس الثورة ومؤسسها، وكان لتجارب الإمام الخميني دور كبير في انتصار الثورة الإسلامية والحفاظ عليها بحيث لن تحيد هذه الثورة عن طريقها أبداً. أتصور أن استمرار الثورة الإسلامية مرهون بفكر الإمام الخميني، أفكار الإمام الخميني كانت وستظل الضامن للثورة، وفي كل أمر أفكار قداسته أمامنا، ورغم الدعاية السلبية وبما أن الثورة بعد وفاة الإمام الخميني انحرفت عن مساره، فقد رأينا أنه تم اختيار أقرب أصدقائه خلفاً للإمام. كان آية الله خامنئي، المرشد الأعلى للثورة الإسلامية، من الأصدقاء القدامى والموالين للإمام الخميني، ورغم وجوده ووصايته، فكيف انحرفنا عن طريق الثورة، لأننا نعتبر الانحراف عن أفكار الإمام الخميني إلى يكون موت الثورة الإسلامية، ورغم بعد وفاة الإمام (رضي الله عنه)، فإن الثورة الإسلامية باقية وستبقى.

###### السيد صادق غانجي، ما هو تأثير الثورة عليك؟
لقد كان لارتباط الشعب بالثورة الإسلامية أثر كبير في نفسي، وليس من الصحيح على الإطلاق أن نقول إن جهود فئة معينة أدت إلى انتصار الثورة، بل كانت هذه الثورة ثورة شعبية وفئات مختلفة من الناس. لقد ساهم الناس في الثورة جنبًا إلى جنب. شيوخ وشباب وأطفال، كلهم عملوا من أجل انتصار الثورة وهذا الأمر مهم للغاية.

###### السيد صادق غانجي، ما هي معاييرك الأساسية وما هو شعورك الآن وأنت مسافر من باكستان إلى أرضك؟
المعايير الرئيسية هي الإسلام والإنسانية والإخلاص والصداقة. لقد رأيت كل هذا هنا في باكستان، لذلك لا أريد أن أغادر هنا أبدًا. باكستان هي بلدي الثاني، لقد كان شعب باكستان لطيفًا جدًا ومخلصًا معي خلال هذه السنوات الثلاث لدرجة أن [المسافة والانفصال] غير ممكن بالنسبة لي.
أينما كنت، ستكون روحي في باكستان، وسأتذكر دائمًا باكستان وشعب لاهور، ويحزنني العودة إلى الوطن من باكستان كما لو أن شخصًا ما قد توفى.

## تأثيرات
نشر خلال إقامته في باكستان عدة أعمال مثل المسيحية والشيعة في باكستان، المرأة في باكستان، شخصيات باكستانية، أحزاب وجماعات باكستانية، باكستان وكيف تعمل أمريكا في هذا البلد، والتعليم في باكستان. 
بالإضافة إلى اللغتين الإنجليزية والعربية، أتقن أيضًا اللغة الأردية وكتب الشعر بهذه اللغة.

## رابط خارجي
1. ↑  کارنامه و خاطرات هاشمی رفسنجانی ۱۳۷۹، صفحهٔ ۵۹۱
2. ↑  نگاهی به زندگی شهید صادق گنجی/ لزوم معرفی گنجی به عنوان یک الگو به نسل امروز نسخة محفوظة 2023-12-31 على موقع واي باك مشين.